# 舍沃日
舍沃日（法語：Cheveuges，法語發音：[ʃəvøʒ]）是法国大東部大區阿登省的一个市镇，属于色当区。

## 地理
舍沃日（49°39'54"N, 4°52'58"E）面积8.9 平方千米，位于法国大東部大區阿登省，该省份为法国北部内陆省份，西接埃纳省，南至马恩省，东临默兹省，北与比利时接壤。
与舍沃日接壤的市镇（或旧市镇、城区）包括：比尔松、栋什里、努瓦耶蓬莫吉、圣艾尼昂、色当、巴尔河畔维莱、瓦德兰库尔、谢姆里-谢埃里。
舍沃日的时区为UTC+01:00、UTC+02:00（夏令时）。

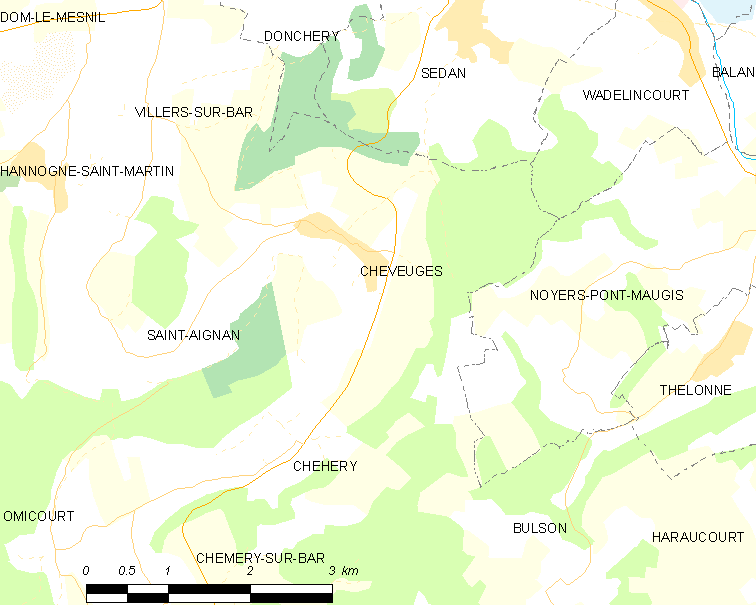
舍沃日的OSM定位图

## 行政
舍沃日的邮政编码为08350，INSEE市镇编码为08119。

## 政治
舍沃日所属的省级选区为色当第一县。

## 人口

1962-2008年间舍沃日人口变化图示

舍沃日于2022年1月1日时的人口数量为470人。